# Morten Frich
Morten Frich (født 25. november 1973) er en dansk journalist og forfatter. Han har skrevet "Kronvidnet - Hells Angels indefra". Frich har blandt andet arbejdet for Berlingske Tidende, Information og Politiken. Nu arbejder han som digital redaktionschef hos Kristeligt Dagblad.
Frich var blandt Cavlingvinderne i 2008 for multimedieprojektet "Forbrydelsen" om politireformen, hvor en konkret sag om politisvigt førte til debat om og ændringer af den nye politireform. Frich vandt prisen sammen med kollegaerne fra Berlingske Tidende, Morten Crone, Erik Refner og Jesper Woldenhof.
I 2011 vandt han Den Berlingske Fonds journalistpris.